# Білий папуга (телепередача)
«Білий папуга» (або Клуб «Білий папуга») — гумористична телепередача, що виходила на каналах  ОРТ (1993-25 серпня 2000), РТР (1999–2000) і REN TV (1997–2002) з 1993 по 2002 рр. Виробництво — телекомпанія REN TV. Основними авторами і ведучими передачі були Аркадій Арканов (задум), Григорій Горін (співведучий), Ельдар Рязанов (ведучий перших двох випусків), Юрій Нікулін (наступні випуски, почесний президент клубу) і Михайло Боярський.

## Історія
Телепередача «Білий папуга» була заснована в 1993у радянським і російським режисером Ельдаром Рязановим і  народним артистом СРСР Юрієм Нікуліним. Авторами передачі були письменник-сатирик Аркадій Арканов (Штейнбок) і драматург Григорій Горін (Офштейн). Передача з'явилася в ТО «ЕльдАрадо», причому спочатку був задум зробити одиничну рекламну програму до видання збірки «Антологія анекдотів». Але після зйомок першого випуску і його великої популярності у глядачів усі зрозуміли, що народився новий продукт вітчизняного ТБ. Було вирішено зробити передачу регулярної.
Перші два випуски вів Ельдар Рязанов, а потім ведучими стали Нікулін та Горін, як оповідачі найяскравіших анекдотів. Нікулін був обраний почесним головою клубу.
Передача була спілкуванням клубу любителів анекдотів. На неї запрошувалися багато відомих артистів, в ефірі розповідалися нові й давно відомі анекдоти з вуст артистів або з листів глядачів.
Після смерті Юрія Нікуліна в 1997-у передачу вів Михайло Боярський, потім Аркадій Арканов і Григорій Горін. Проте через кілька років програма була закрита. За словами Михайла Боярського, після смерті Юрія Володимировича Нікуліна передача втратила свій «стрижень», тому що замінити цю людину не дано нікому. Тривалий час (з 2002 по 2008-й) на РЕН ТВ виходили повтори старих випусків передачі. Нині транслюються повтори на телеканалі  НСТ і багатьох інших телевізійних каналах Росії та України.

## Артисти, що брали участь у телепередачі
У передачі брали участь в різний час:
- Юрій Нікулін
- Аркадій Арканов
- Михайло Боярський
- Григорій Горін
- Левон Оганезов
- Ельдар Рязанов

а також: 

- Олександр Абдулов
- Олександр Адабаш'ян
- Наталія Андрейченко
- Олег Анофрієв
- Надія Бабкіна
- Олександр Белявський
- Ролан Биков
- Володимир Винокур
- Еммануїл Віторган
- Володимир Вишневський
- Ольга Волкова
- Олег Газманов
- Валерій Гаркалін
- Зіновій Гердт
- Лариса Голубкіна
- Володимир Гомельський
- Олександр Градський
- Борис Грачевський
- Людмила Гурченко

і багато інших відомих людей.

## Наслідування
В Україні на початку 2000-х рр. за аналогією з російською передачею «Білий папуга» телеведучим  Іллею Ноябрьов була заснована передача  «Золотий гусак» (укр. Золотий гусак), яка також збирала відомих українських діячів культури і мистецтва для спільного розповідання анекдотів. Передача трансформувалася потім у однойменний гумористичний журнал.